# Legio XVI Gallica
Legio sexta decima Gallica ou Legio XVI Gallica ("Décima-sexta legião Gaulesa") foi uma legião do exército imperial romano. Ela foi criada por Otaviano (futuro imperador Augusto) em 41-40 a.C. com objetivo de acabar com o domínio de Sexto Pompeu na Sicília, que ameaçava o suprimento de cereais de Roma. Quando Pompeu foi derrotado, a legião foi levada para o norte da África, por ordem de Otaviano, onde várias moedas foram encontradas com a legenda "XVI LEG" e um retrato de um jovem herdeiro de Júlio César.
As relações entre Augusto e um de seus companheiros de triunvirato, Marco Antônio, se deterioraram e iniciou-se uma guerra que culminaria na batalha de Ácio (31), na qual Augusto derrotou seu adversário e mostrou sua supremacia no mundo mediterrâneo. A partir de então, passou a ser conhecido como o imperador "Augusto".
Depois, a XVI Gallica foi enviada para a fronteira do Reno e foi debandada durante a Revolta dos Batavos em 70 d.C. O imperador Vespasiano reconstituiu a legião com o nome de XVI Flavia Firma.